# Nueva Francia
|  | Per a altres significats, vegeu «Nova França (desambiguació)». |

Nueva Francia és una comuna del departament de Silípica, a la província de Santiago del Estero (Argentina).
És a 45 km de la capital provincial, Santiago del Estero, i a 13 km de la ciutat de Loreto, per la Ruta Nacional Núm. 9. Limita al nord amb Árbol Solo, al sud amb San Vicente, a l'est amb San Andrés i a l'oest amb el canal San Martín.
A una masia que el 1736 pertanyia a la parròquia de Santiago del Estero (a 10 km del nucli urbà de Santiago = S.Giacomo) i que a partir de 1863 va passar a dir-se municipi de Nueva Francia, hi nasqué el 1731 el naturalista i historiador Gaspar Juárez.

## Nota
1. ↑  Charles E. O'Neill. Diccionario histórico de la Compañía de Jesús: biográfico-temático.  Universidad Pontificia de Comillas, 2001, p. 2161–. ISBN 978-84-8468-039-0 [Consulta: 14 desembre 2011].